# L'Homme qui aimait la guerre
Pour plus de détails, voir Fiche technique et Distribution.

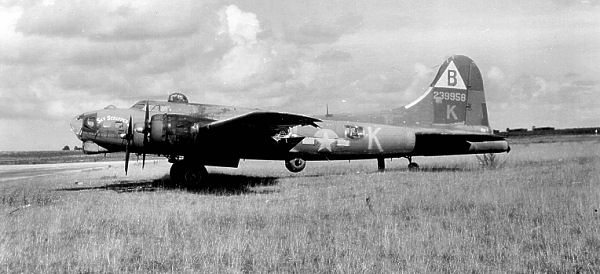
B-17G semblable à ceux présents dans le fim

L'Homme qui aimait la guerre (titre original The War Lover) est un film de guerre britannique réalisé par Philip Leacock en 1962. Le scénario d'Howard Koch est tiré du roman à succès éponyme (The War Lover) de John Hersey, ayant obtenu le prix Pulitzer en 1959. Les principaux acteurs sont Steve McQueen, Robert Wagner, Shirley Anne Field, Ed Bishop, Michael Crawford dans un de ses premiers rôles.
La guerre elle-même n'est pas l'élément le plus important du film. C'est plutôt le personnage de Buzz Rickson (joué par Steve McQueen) et sa volonté d'arriver à ses fins quitte à s'opposer à tout le monde.

## Synopsis
Le film se déroule durant la seconde guerre mondiale en 1943, sur une base aérienne de bombardiers Boeing B-17 en Angleterre. Le capitaine Buzz Rickson (Steve McQueen) est un pilote arrogant. Quand une mission de bombardement sur les abris de sous-marins de Kiel est abandonnée en raison des nuages qui recouvrent les objectifs, Rickson ignore l'ordre de faire demi-tour, plonge sous les nuages et accomplit la mission. Mais il en résulte la perte d'un bombardier du groupe et de tout son équipage. Rickson s'épanouit dans les combats et la destruction qui lui apportent une aura qu'il n'a jamais connue en temps de paix. Après une mission de largage de tracts de propagande, il exprime son mécontentement par des passages en rase-motte sur l'aérodrome au retour de la mission. Son commandant tolère ses insubordinations répétées parce qu'il est le meilleur pilote du groupe de bombardiers. Les reconnaissances ont par exemple montré que lors de la mission sur Kiel le groupe de Rickson a effectivement détruit ses objectifs. Même si le médecin de la base hésite à qualifier Rickson de héros ou de psychopathe. Cependant, l'équipage de Rickson lui fait toute confiance à cause de son expérience, et notamment son copilote le Lieutenant Ed Bolland (Robert Wagner).
Lors d'une fête entre deux missions, Rickson et Bolland rencontrent une femme, Daphné Caldwell (Shirley Anne Field). Même si elle est attirée par les deux pilotes, elle juge rapidement Rickson pour ce qu'il est. Elle tombe amoureuse de Bolland, même si elle se doute qu'il rentrera aux États-Unis à la fin de son tour de service.
Au contraire de Rickson, Bolland hait la guerre. Il finit par ne plus comprendre Rickson, son arrogance et sa dureté. Rickson pousse son navigateur, le sous-lieutenant Marty Lynch (Gary Cockrell) à demander son changement d'équipage, car il remet en question ses ordres et son comportement. Peu après son changement, Marty Lynch est tué au combat après que son B-17 très endommagé ait atterri sur le ventre. Et Bolland en fait le reproche à Rickson.
Alors que l'équipage approche de la fin de son tour de 25 missions, Rickson se rend chez Daphné à Londres après le départ de Bolland reparti vers la base. Il essaie de la séduire et même de la violer, mais finalement y renonce. Rickson compte se rengager pour un second tour de service, tandis que son rival rentrera chez lui. Daphné rejette ses avances, mais Rickson tente de faire croire le contraire à Bolland.
Enfin, lors d'une des dernières missions, le B-17 est gravement touché. Un moteur est arrêté avec l'hélice en drapeau. Un membre d'équipage, le Sergent Sailen (Michael Crawford), meurt de ses blessures. Sur le chemin du retour, Rickson ordonne à l'équipage de sauter en parachute. Bolland ne veut pas l'abandonner, mais Rickson le pousse hors de l'avion. Il tente de ramener l'avion à sa base, mais manquant d'altitude, il s'écrase contre les falaises de Douvres.

## Fiche technique
- Titre français : L'Homme qui aimait la guerre
- Titre original : The War Lover
- Réalisation : Philip Leacock
- Scénario : Howard Koch
- Producteur : Arthur Hornblow Jr.
- Musique : Richard Addinsell
- Photo : Bob Huke
- Montage : Gordon Hales (en)
- Pays d'origine :  Royaume-Uni
- Format : Noir et Blanc - 1,66:1 - Mono - 35 mm
- Genre : guerre
- Durée : 105 minutes
- Date de sortie :
  - Angleterre : septembre 1962
  - France : décembre 1962

## Distribution
- Steve McQueen (VF : Marc Cassot) : capitaine Buzz Rickson
- Robert Wagner (VF : Michel Le Royer) : lieutenant Bo Bolland
- Shirley Anne Field (VF : Jeanine Freson) : Daphné Caldwell
- Jerry Stovin (VF : Raymond Loyer) : le colonel Emmet
- Ed Bishop (VF : Marcel Bozzuffi) : le colonel Vogt
- Richard Leech (VF : William Sabatier) : l'officier Murika
- Gary Cockrell (VF : Dominique Paturel) : le lieutenant Marty Lynch, navigateur du Body
- Michael Crawford (VF : Jacques Balutin) : Junior Sailen, membre d'équipage du Body
- Bill Edwards (VF : Jean Amadou) : Max Brindt, membre d'équipage du Body
- Al Waxman (VF : Jacques Ferrière) : Prien, membre d'équipage du Body
- Tom Busby (en) (VF : Jean Lagache) : Farr, membre d'équipage du Body
- Robert Easton : le sergent Handown, membre d'équipage du Body
- Chuck Julian : Lamb, membre d'équipage du Body
- George Sperdakos : Bragliani, membre d'équipage du Body
- Bob Kanter : Haverstraw, membre d'équipage du Body
- Russell Waters (en) (VF : Fernand Rauzena) : le patron du pub
- Bernard Braden (en) (VF : Raoul Curet) : le docteur Randall
- Arthur Hewlett (en) (VF : Georges Hubert) : le révérend dans le train
- Justine Lord (en) (VF : Michèle Bardollet) : la prostituée dans la rue
- Arthur White (en) (VF : Jean Berton) : le responsable du kiosque de la gare
- Fred Griffiths (VF : Fernand Rauzena) : le chauffeur de taxi
- Burt Kwouk : un membre d'équipage au briefing du raid sur Leipzig (non crédité)

## Production
Le film fut tourné en noir et blanc pour pouvoir récupérer et intégrer des séquences du film Un homme de fer (titre original : Twelve O'Clock High) lui-même tourné en noir et blanc en 1949.
Il a été tourné en Angleterre sur la base aérienne de Bovingdon, et dans une moindre mesure sur celle de Manston.
Il présente des séquences mettant en scène de nombreux bombardiers B-17. Elles ont été tournées spécialement pour le film. Mais en fait avec seulement trois avions récupérés dans les stocks d'avions conservés dans les déserts américains :
- un B-17G qui était une des versions les plus utilisées pendant la guerre
- deux PB-1W qui étaient des B-17 postérieurs à la Seconde Guerre mondiale utilisés par les garde-côtes américains pour la recherche et le sauvetage en mer.

Un reste de fuselage provenant d'un B-17 utilisé par Israël et partiellement détruit a aussi été utilisé pour des séquences en studio
- PB-1W 44-83883 (immatriculation civile N5229V) démoli peu après le film
- PB-1W 44-83877 (immatriculation civile N5232V) démoli peu après le film
- B-17G 44-83563 (immatriculation civile N9563Z) conservé et volant encore. Dans le film, il porte le nom "The body" n° 127742 et les lettres de fuselage DF*V
- B-17G 44-83811 (pour le reste de fuselage)

Les avions ont été remis en état, allégés (démontage des tourelles) et se sont de nouveau envolés pour l'Angleterre avec quelques difficultés techniques.
Une fois sur place, les équipements ont été installés ou réinstallés. Notamment les tourelles des PB-1W qui en étaient dépourvus dans leur version de sauvetage. Ils ont reçu les marques du 324e Bomb Squadron au sein du 91e groupe de bombardement (un "A" dans un triangle). Pour simuler la présence d'un grand nombre d'appareils, les 3 avions disponibles ont reçu successivement divers numéros de série sur la queue, de lettres de codes sur le fuselage et divers dessins de Nose art (peintures sur le nez de l'appareil, le plus souvent de jeunes femmes peu vêtues). C'est le montage qui donne l'impression d'un groupe homogène.
Le film montre bien le mode de vie à bord, dans le cockpit ou les diverses tourelles de tir (notamment la tourelle ventrale très exigüe). Il montre aussi la façon règlementaire d'embarquer dans l'avion, un peu acrobatique avec les pieds en avant.
Le film comprend quelques séquences avec des maquettes peu réalistes. Par contre, il comporte des séquences réelles de passage en rase-motte de B-17, ainsi qu'un spectaculaire atterrissage sur le ventre (B-17 23613 GK*R), mais celle-ci provient du film Un homme de fer.
Il intègre aussi des séquences d'époque, notamment pour les formations mettant en œuvre plus de trois avions. Ainsi que pour les interceptions par des chasseurs allemands, les chutes de B-17 grièvement touchés et les bombardements.
Le B-17G 44-83563 (N9563Z) a été longtemps utilisé comme avion ravitailleur. Il apparaît aussi dans le film Tora ! Tora ! Tora !. Il a été ensuite repris par le National Warplane Museum. Il vole encore à partir de l'aéroport John-Wayne en Californie. Il appartient et il est géré par Bill Lyon's Martin Aviation.

## Source
- (en) Cet article est partiellement ou en totalité issu de l’article de Wikipédia en anglais intitulé « The War Lover » (voir la liste des auteurs).
- (en) « Nombreux détails à propos du film », sur aerovintage/com (consulté le 4 juin 2017)